# New York Renaissance
I New York Renaissance, conosciuti anche come i "Rens", furono una squadra professionistica di basket completamente composta da giocatori afroamericani, fondata nel 1922 da Bob Douglas, cinque anni prima degli Harlem Globetrotters.

## Storia
Il nome deriva da quello dell'Harlem Renaissance Casinò di New York, una reception hall situata al primo piano di una palestra che serviva alla squadra come campo casalingo. Principalmente, però, i Rens giocarono la maggior parte delle loro partite "on the road", girando per tutta la nazione senza poter prendere parte a nessuna delle leghe ufficiali per colpa delle forti discriminazioni razziali.
Il team realizzò comunque un ottimo record di vittorie (2.588), comparato a un basso numero di sconfitte, solo 539. Uno dei momenti più gloriosi della storia della franchigia fu la vittoria contro i campioni della National Basketball League, gli Oshkosh All-Stars, nel 1939.
Nel dicembre 1948 i Rens entrarono a far parte della National Basketball League, subentrando agli scomparsi Detroit Vagabond Kings: allenati da Pop Gates, disputarono pertanto la stagione 1948-1949 cambiando denominazione in Dayton Rens poiché disputavano le partite interne a Dayton (Ohio). Al termine della stagione la squadra si sciolse per problemi finanziari dovuti anche alla mancanza di sponsor.
I Rens vennero eletti nel Naismith Memorial Basketball Hall of Fame come squadra nel 1963. Quattro giocatori sono stati ammessi nella Hall of Fame anche individualmente: Tarzan Cooper, Pop Gates, Fats Jenkins e Sonny Boswell. A loro si è aggiunto l'allenatore Bob Douglas.

## Stagioni
| Stagione | Lega | Denominazione | V  | P  | %    | Piazzamento | Play-off |
| -------- | ---- | ------------- | -- | -- | ---- | ----------- | -------- |
| 1948-49  | NBL  | Dayton Rens   | 14 | 26 | 35,0 | 4º          | -        |